# Johan Wilhelm Palmstruch

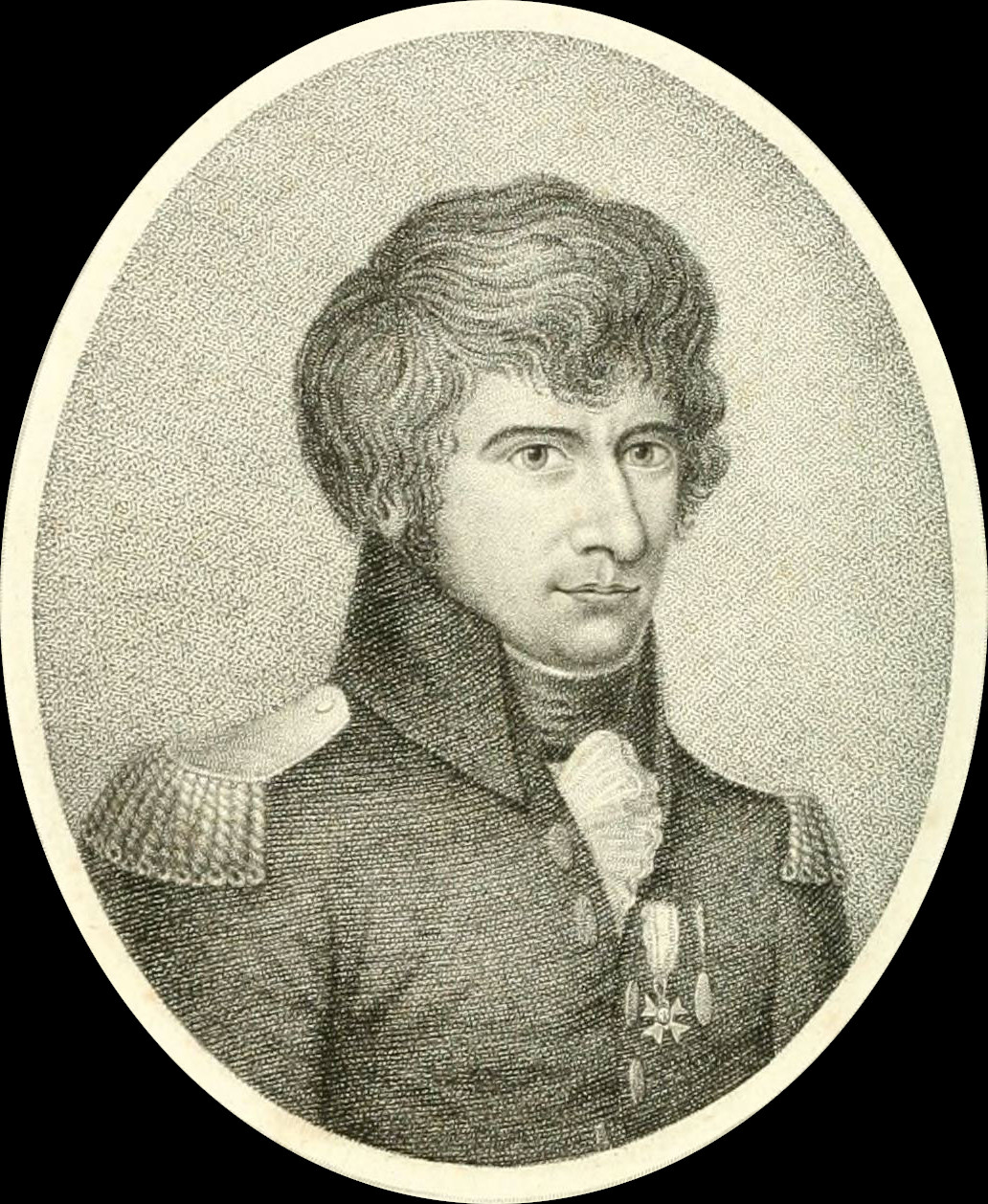
Johan Wilhelm Palmstruch; Kupferstich von Johan Gustaf Ruckman

Johan Wilhelm Palmstruch (* 3. März 1770 in Stockholm; † 30. August 1811) war ein schwedischer Militär, der als Zeichner und Kupferstecher Bekanntheit erlangte.

## Leben
Palmstruch wurde 1786 Fähnrich bei der schwedischen Flotte und nahm als solcher an Kriegshandlungen und einer Expedition nach Marokko teil. Von 1797 bis 1798 war er Lehrer an einer Freimaurerschule und danach widmete er sich einige Zeit der Landwirtschaft.
Palmstruchs Hauptarbeit war das Tafelwerk Svensk Botanik (Schwedische Botanik) dessen erster Teil 1802 erschien und für dessen Herstellung er später ein königliches Privileg erhielt. Die Zeichnungen stammen hauptsächlich von Palmstruch selbst, meist nach der Natur gefertigt, die Gravuren fertigte anfänglich Major Carl Wilhelm Fröberg Wenus (Venus) (1770–1851), später Palmstruch und teilweise auch Johan Gustaf Ruckman. Der Text wurde erst von Conrad Quensel geschrieben und nach dessen Tod von Olof Peter Swartz, der schon von Beginn an das Werk im Auftrag der Wissenschaftsakademie prüfte. Palmstruch begann auch das Tafelwerk Svensk Zoologi (Schwedische Zoologie) dessen hauptsächliche Herstellung durch Gustaf Johan Billberg erfolgte. Vom Botanikwerk waren zu Palmstruchs Tod sieben Bände fertig.
Auch diese Aufgabe übernahm Gustaf Billberg, der das Werk später an den Staat verkaufte. Die letzten Bände schufen verschiedene Autoren im Auftrag der Wissenschaftsakademie. Das seltene zehnte und letzte Heft des elften Bandes erschien 1843. Svensk Zoolgi wurde 1825 von Billberg abgeschlossen.